# كارل راثجينز
كارل أوجست راثجينز (بالألمانية: Carl August Rathjens)‏ هو عالم جغرافي ألماني، كان مهتما بشكل رئيسي في جغرافية وإثنوغرافية وتاريخ جنوب الجزيرة العربية، زار اليمن مرات عديدة ما بين عام 1927 و1938، ويعتبر من أبرز الباحثين الذين تناولوا المنطقة في القرن العشرين، وهو أكثر من أجرى البحوث العلمية والإثنوغرافية، وترك أكثر من 2500 مادة إثنوغرافية، و4000 صورة فوتوغرافية لجنوب الجزيرة العربية.

## التعليم
بدأ راثجينز دراساته الأكاديمية عام 1906 في جامعة هامبورغ الألمانية، ثم واصل تعليمه العالي في جامعة كيل وجامعة برلين وجامعة ميونيخ، في موضوعات الجغرافيا والجيولوجيا ورسم الخرائط والأرصاد الجوية وعلم الفلك وعلم النبات وعلم الحيوان وعلم السكان وعلم الاجتماع والاقتصاد. سافر إلى مصر عندما كان طالبا، وبدون تخطيط مسبق واصل رحلته نحو أثيوبيا عام 1908، وأقام عند عم أحد أصدقائه الذي كان كاهنا مقيما هناك، والتقى باليهود في المنطقة ودرس تاريخهم ودينهم وثقافتهم، وفي عام 1911 حصل على الدكتوراه تحت إشراف عالم الجغرافيا إريش فون دريجالسكي، وكان عنوان أطروحته «مساهمات في تاريخ الحبشة» ونشرت دراساته حول يهود أثيوبيا في عام 1921.

## الحياة العملية
بعد فترة قصيرة قضاها في معهد علم الحيوان الحكومي في ميونخ، عمل كارل في الفترة من 1911 إلى 1921 في معهد هامبورغ الاستعماري، ثم عمل في الأرشيف الاقتصادي العالمي (Welt-Wirtschafts-Archiv) حتى تم فصله في عام 1933 لأسباب سياسية تتعلق برفضه الانضمام للحزب النازي، وطوال فترة عمله في الأرشيف كان يحاضر في قسم الجغرافيا بجامعة هامبورغ.

## اليمن
وصل راثجينز ورفاقه اليمن لأول مرة في عام 1927، وعند وصوله إلى الحديدة كتب رسالة إلى عائلته يقول فيها «لقد تركت الحضارة خلفي، لا توجد بنوك ولا فنادق ولا سفارات، لا توجد سيارات ولا طرق إسفلتية، ولا مكاتب بريد في الحديدة، ويمكن استخدام التيلغراف فقط في الحديدة وصنعاء، ولا يوجد داخل المنازل صنابير للمياه، ولا يوجد كهرباء، وبالكاد تستخدم العائلات الأثاث داخل منازلهم، لم تصل الثورة الصناعية في هذه البلاد، ومعظم المنتجات مصنوعة يدويا، لا آلات ولا أدوات تكنولوجية مستخدمة». ومع ذلك طور راثجينز علاقة جيدة مع الملك يحيى يحيى الدين (1864-1948) وأبنائه الخمسة الكبار، الذين كانوا جميعهم يخدمون البلد وكان لهم مناصب وزارية، تم إسكان كارل ورفاقه في دار ضيافة الدولة في بئر العزب بالقرب من الحي اليهودي في صنعاء. وفي رسالة عائلته وصف مرارًا كيف استمتع بكرم الملك وشعر أن حياته في صنعاء كانت بمثابة فصل مأخوذ من كتاب ألف ليلة وليلة.
اهتم راثجينز بيهود اليمن، وقام بتصويرهم والكتابة عن الحي اليهودي وهندسته المعمارية، كما قام بنسخ أسماء البلدات والقرى التي استوطنها اليهود في اليمن من قائمة أتاحها له الحاخام.